# Anisodes jonaria
Anisodes jonaria là một loài bướm đêm trong họ Geometridae.